# 周文斌
周文斌（1960年10月—），男，籍贯湖南衡阳，生于江西南昌，中国地质专家、南昌大学原校长、教授、博士生导师、俄罗斯工程院外籍院士。主要从事高放射性废物地质处置、同位素水文学、水-岩石相互作用实验研究与计算机模拟等方向的研究。

## 生平
1982年毕业于华东地质学院（现东华理工大学）水文地质专业，后留校任教。1988年获核工业北京地质研究院硕士学位，1996年获南京大学在职工学博士学位。
2013年5月10日下午，中新网记者向江西省纪委证实，南昌大学校长周文斌涉嫌严重违纪，目前正在接受组织调查。2013年5月29日，江西省第十二届人大常委会第四次会议决定罢免其的第十二届全国人民代表大会代表职务。2014年12月9日，周文斌涉嫌受贿、挪用公款一案在江西省南昌市中级人民法院开庭审理，对于检方指控其受贿二千多万元和挪用公款近六千万元，周文斌几乎全部否认，并自我总结称，“这是江西省有史以来，最大的一起经济类的冤假错案。”他在12月10日的庭审过程中，称自己被调查系原全国政协副主席苏荣在江西省委书记任上时的报复，他曾拒绝苏荣要南昌大学收购南昌中寰医院这一要求，导致自己被江西省纪委调查。
2015年12月29日，周文斌因受贿、挪用公款一审被判无期徒刑。2016年12月21日，周文斌受贿、挪用公款上诉案二审公开审理。周文斌因受贿罪被改判有期徒刑12年，并处没收个人财产100万元。